# Burghart Schmidt (Philosoph)
Burghart Schmidt (* 30. November 1942 in Wildeshausen; † 13. Februar 2022 in Wien) war ein deutscher Philosoph und Professor für Sprache und Ästhetik an der Hochschule für Gestaltung in Offenbach am Main sowie an der Universität für angewandte Kunst Wien.

## Leben
Burghart Schmidt verlebte seine Kinder- und Schulzeit in Wilhelmshaven. Von 1962 bis 1970 studierte er Biologie, Chemie, Physik und dann Philosophie und Kunstgeschichte an der Eberhard Karls Universität Tübingen. Er war langjähriger Mitarbeiter von Ernst Bloch, über den er später auch zahlreiche Veröffentlichungen vorlegte, darunter das Standardwerk Ernst Bloch (1985). Von 1968 bis 1977 war er als Wissenschaftlicher Mitarbeiter des Philosophen bei der Herausgabe von dessen Gesamtwerk im Suhrkamp Verlag. Nach der Promotion mit der Dissertation Der Widerstand des Realen in der Arbeitstruktur des Erkennens zum Methodenproblem des praxisorientierten Wissens 1982 an der Universität Tübingen zum Dr. phil. habilitierte er sich 1984 mit der Abhandlung Kritik der reinen Utopie – eine sozialphilosophische Untersuchung im Feld der Wirksamkeit antizipatorischen Bewusstseins an der Universität Hannover. 1986 wurde er Präsident der Ernst-Bloch-Gesellschaft und 2006 wurde er Ehrenpräsident.
Schmidt lehrte von 1971 bis 1975 an der Bergischen Universität Wuppertal, von 1975 bis 1997 an der Philosophischen Fakultät und an der Architekturfakultät der Universität Hannover. Deren Architekturfakultät ernannte ihn nach der Habilitation 1985 zum Honorarprofessor. Weitere Lehrtätigkeiten übernahm er in Wien: Von 1977 bis 1997 an der Hochschule für angewandte Kunst und von 1983 bis 1997 an der Akademie der bildenden Künste. Von 1998 bis 2011 hielt er die Professur für Philosophie und Ästhetik an der Hochschule für Gestaltung in Offenbach am Main inne. Von 2005 bis 2011 war er zugleich ihr Vizepräsident.
Als Gastdozent beziehungsweise Gastprofessor betätigte er sich 1984 bis 1997 an der Alpen-Adria-Universität Klagenfurt, 1991/1992 an der Technischen Universität Graz, an der Universität für angewandte Kunst sowie am International Centre for Culture and Management (ICCM) Salzburg.
Burghart Schmidt lebte seit 1997 in Offenbach am Main und Wien. Er verstarb am 13. Februar 2022 im Alter von 79 Jahren in Wien.

## Schriften
Burghart Schmidt hat als Schüler und Mitarbeiter von Ernst Bloch einen Großteil seines Werks betreut und im Suhrkamp-Verlag herausgegeben sowie Sekundärliteratur darüber geschrieben. Später hat sich Schmidt mit dem Phänomen der Postmoderne beschäftigt. Weitere Schwerpunkte waren Bedeutung des Bildes in der Kunst- und Medienwissenschaft sowie die Ornamentik.
- als Herausgeber: Ernst Bloch Werkausgabe/Gesamtausgabe in 16 Bänden, Suhrkamp.
- als Herausgeber: Materialien zu Ernst Blochs Prinzip Hoffnung, Frankfurt am Main 1978, ISBN 3-518-07711-2.
- Der Widerstand des Realen in der Arbeitstruktur des Erkennens zum Methodenproblem des praxisorientierten Wissens, Dissertation, Tübingen 1982.
- als Herausgeber: Seminar zur Philosophie Ernst Blochs, Frankfurt am Main 1983, ISBN 3-518-27868-1.
- Benjamin zur Einführung, Hannover 1983 (2. Auflage 1984, ISBN 3-88209-052-9).
- Kritik der reinen Utopie – eine sozialphilosophische Untersuchung im Feld der Wirksamkeit antizipatorischen Bewusstseins, Habilitationsschrift, Hannover 1984, Metzler, Stuttgart 1984, ISBN 3-476-00624-7.
- Das Widerstandsargument in der Erkenntnistheorie. Ein Angriff auf die Automatisierung des Wissens, Frankfurt am Main 1985, ISBN 3-518-57704-2.
- Ernst Bloch, Sammlung Metzler, M 222: Abt. D Literaturgeschichte, Stuttgart 1985, ISBN 3-476-10222-X.
- Postmoderne – Strategien des Vergessens. Ein kritischer Bericht, Darmstadt und Neuwied 1986 (4., überarbeitete Neuauflage 1994, ISBN 3-518-28736-2).
- Kritik der reinen Utopie. Eine sozialphilosophische Untersuchung, Stuttgart 1988, ISBN 3-476-00624-7.
- Über: „LAB-ART ist“, Wien 1993, ISBN 3-901190-10-4.
- als Herausgeber zusammen mit Gérard Raulet: Kritische Theorie des Ornaments, Wien, Köln und Weimar 1993, ISBN 3-205-98104-9.
- Am Jenseits zu Heimat. Gegen die herrschende Utopiefeindlichkeit im Dekonstruktiven. Ein Essay mit Anhang, Darmstadt und Wien 1994, ISBN 3-216-30062-5.
- zusammen mit Eugen Gomringer: Schriftbild in Collage, Wien 1994, ISBN 3-901190-12-0.
- Kitsch und Klatsch. Fünf Wiener Vortragsessays zu Kunst, Architektur und Konversation, Wien 1994, ISBN 3-901190-11-2.
- Bild im Ab-wesen. Zu einer Kunsttheorie des Nahezu-Negativen im schwierigen Schein des „Bilderverbots“, Wien 1996, ISBN 3-901190-51-1.
- Zeitökonomie des Individualismus. Giordano Bruno und die Folgen. Eine Wiener Vorlesung in der Orangerie des Schlosses Schönbrunn 1993. Mit einem Anhang zur Jetztzeit in der Kunst, Wien 1996, ISBN 3-901190-22-8.
- Kinderphilosophieren, Wien 1997, ISBN 3-901190-27-9.
- Teddybär & Gartenzwerg. Zur Philosophie durchputzbar-abwaschbarer Handlichkeit oder: über Papst- und Walserdebatte 1998, eine Schmähschrift zum Jahrtausendende, Wien 1999, ISBN 3-901190-57-0.
- als Herausgeber zusammen mit Gérard Raulet: Vom Parergon zum Labyrinth. Untersuchungen zur kritischen Theorie des Ornaments, Wien, Köln und Weimar 2001, ISBN 3-205-99256-3.
- Kopfstand – Buchstand. Erinnerungen an Ernst Bloch in anekdotischen Aufzeichnungen, Wien 2001, ISBN 3-901190-81-3.

## Einzelbelege
1. ↑  Philosoph und Autor Burghart Schmidt 79-jährig verstorben, Artikel vom 18. Februar 2022 auf derstandard.de
2. ↑  Armin Thurnher: Elegie auf Burghart Schmidt, 1942–2022 Artikel vom 17. Februar 2022 auf falter.at

| Personendaten    | Personendaten       |
| ---------------- | ------------------- |
| NAME             | Schmidt, Burghart   |
| KURZBESCHREIBUNG | deutscher Philosoph |
| GEBURTSDATUM     | 30. November 1942   |
| GEBURTSORT       | Wildeshausen        |
| STERBEDATUM      | 13. Februar 2022    |
| STERBEORT        | Wien                |